# Карнеус, Катарина
Катарина Карнеус (швед. Katarina Karnéus, полное имя Katarina Esmé Marie Karnéus; род. 26 ноября 1965, Стокгольм) — шведская оперная певица (меццо-сопрано).

## Биография
Родилась 26 ноября 1965 года в Стокгольме, её мать — англичанка, которая после тридцати лет пребывания в Швеции вернулась в 1987 году в Англию.
В Англии, Катарина обучалась в лондонском Trinity Laban Conservatoire of Music and Dance, где уже участвовала в первых выступлениях, затем — в Национальной оперной студии в Лондоне, спонсируемой Валлийской национальной оперой. После одного из прослушиваний в Лондонской оперной студии генеральный менеджер Валлийской оперы организовал для Катарины турне с оперой «Золушка» по небольшим театрам Уэльса.
В 1995 году она выиграла конкурс Кардиффские голоса, что сразу положило начало её международной карьере. В последующие годы Катарина появилась в ролях пажа Иродиады в «Саломее» в Чикаго, Варвары в «Кате Кабановой» в Нью-Йорке, Дорабеллы в «Так поступают все женщины» в Глайндборне, Розины в «Севильском цирюльнике» в парижской Опера-Комик и в роли Мерседес в «Кармен» также в парижской Опере Бастилии.
Катарина Карнеус дебютировала в Метрополитен-опере 2 января 1999 года, исполнив Варвару в «Кате Кабановой», а затем там же спела в партиях Ольги в «Евгении Онегине», Зибель в «Фаусте», Керубино в «Свадьбе Фигаро» и Розины в «Севильском цирюльнике». Также в 1999 году она дебютировала в Баварской государственной опере, исполнив роль Анния в «Милосердии Тито». Она вернулась в Баварскую оперу в 2000 году с ролью Секста в этой же опере и снова в 2001 с ролью Дорабеллы в опере «Так поступают все женщины». Она работала со своей учительницей Ноэль Баркер в 1999 году в рамках подготовки к первой роли Октавиана в «Кавалере розы» в Кардиффе в июне 2000 года.

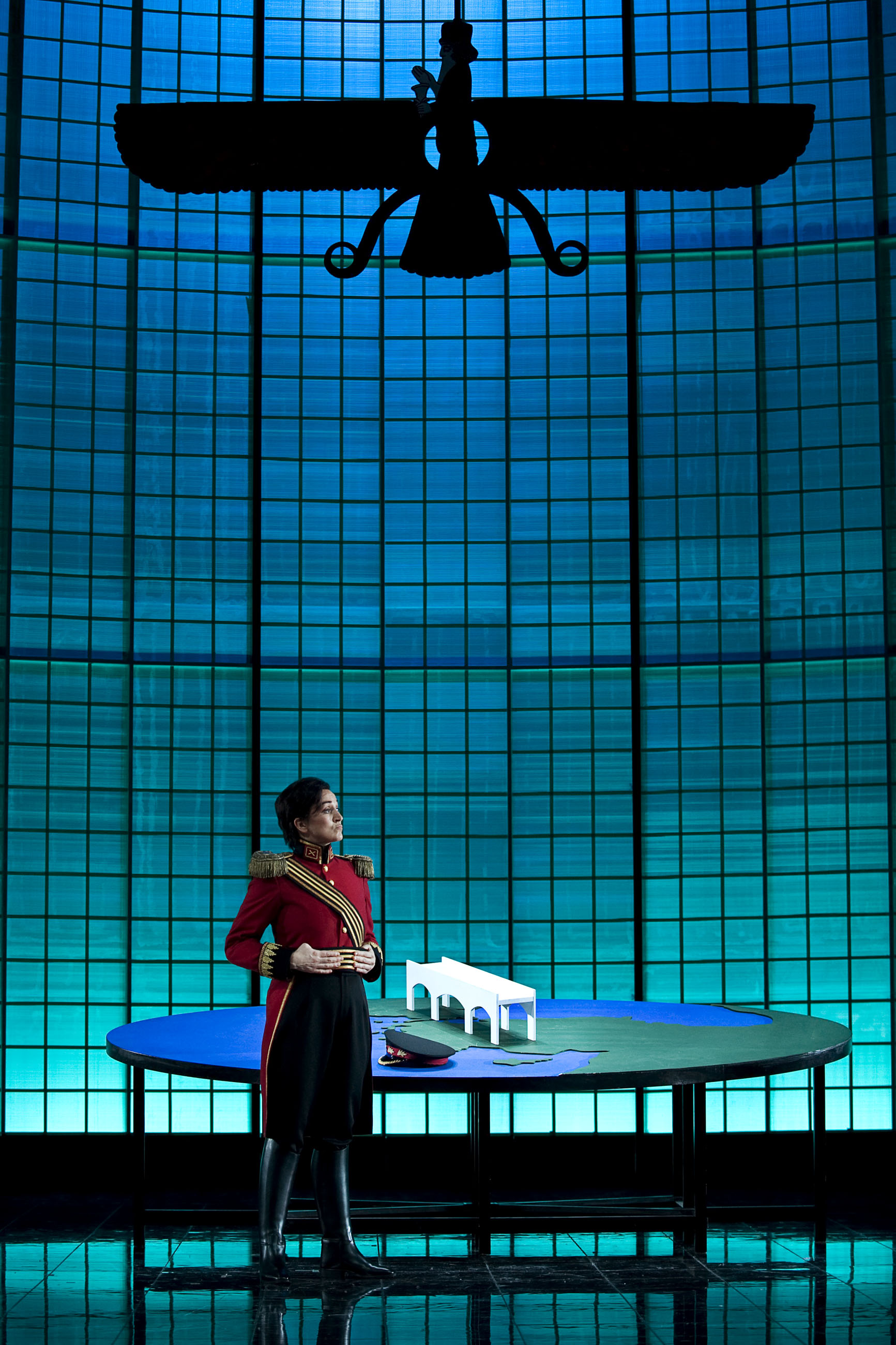
Катарина Карнеус в «Ксерксе»

Большой успех певицы в её родной Швеции произошёл в 2002 году, когда она спела Октавиана в Гётеборгской опере. Но её дебют в Королевской опере Стокгольма состоялся только в 2009 году, когда она исполнила заглавную партию в опере Генделя «Ксеркс». В числе других её выступлений на оперной сцене в 2000-х годах: в королевском театре «Ла Монне» в Брюсселе и в Голландской национальной опере; участие в Глайндборнском оперном фестивале; выступление во Франции в Парижской национальной опере, Опере-Комик и театре Шатле; а также роли в Валлийской национальной опере.
Катарина Карнеус также активна на международном уровне в качестве певца на концертах, включая сольные во многих городах Европы — Лондоне, Зальцбурге, Эдинбурге, Амстердаме, Дюссельдорфе Мадриде и Барселоне. Также работала в США — дебютировала в Нью-Йорке в Линкольн-центре в 2001 году и дала сольные сольные концерты в Вашингтоне, пела на Music venue в Тэнглвуде. В 2010 году она была солисткой на церемонии вручения Нобелевской премии, где исполнила «Amour vient rendre à mon âme» из оперы Глюка «Орфей эд Эвридика» и «Non più mesta» из оперы Россини «Золушка».
Карнеус был нанята Гётеборгской оперой на пятилетний период, начиная с сезона 2012—2013 годов. Живёт она в Лидингё недалеко от Стокгольма.
Певица была удостоена премии журнала Tidskriften Opera в сезоне 2002/2003 годов; в 2010 году получила премии Грэмми за лучший классический альбом и за лучшее хоровое исполнение; в 2015 году награждена медалью Litteris et Artibus; в 2018 году удостоена премии Svenska Dagbladets operapris (за главную роль в «Норме» исполненной в Гётеборгской опере). Также в 2018 году была удостоена шведского звания Придворной певицы.